# Округ Гринвил (Јужна Каролина)
Округ Гринвил (енгл. Greenville County) је округ у америчкој савезној држави Јужна Каролина. По попису из 2010. године број становника је 451.225.

## Демографија
Према попису становништва из 2010. у округу је живело 451.225 становника, што је 71.609 (18,9%) становника више него 2000. године.
| Група             | 2000.           | 2010.           |
| Белци             | 286.663 (75,5%) | 317.197 (70,3%) |
| Афроамериканци    | 69.455 (18,3%)  | 81.497 (18,1%)  |
| Азијати           | 5.242 (1,4%)    | 8.849 (2,0%)    |
| Хиспаноамериканци | 14.283 (3,8%)   | 36.495 (8,1%)   |
| Укупно            | 379.616         | 451.225         |